# Aggression

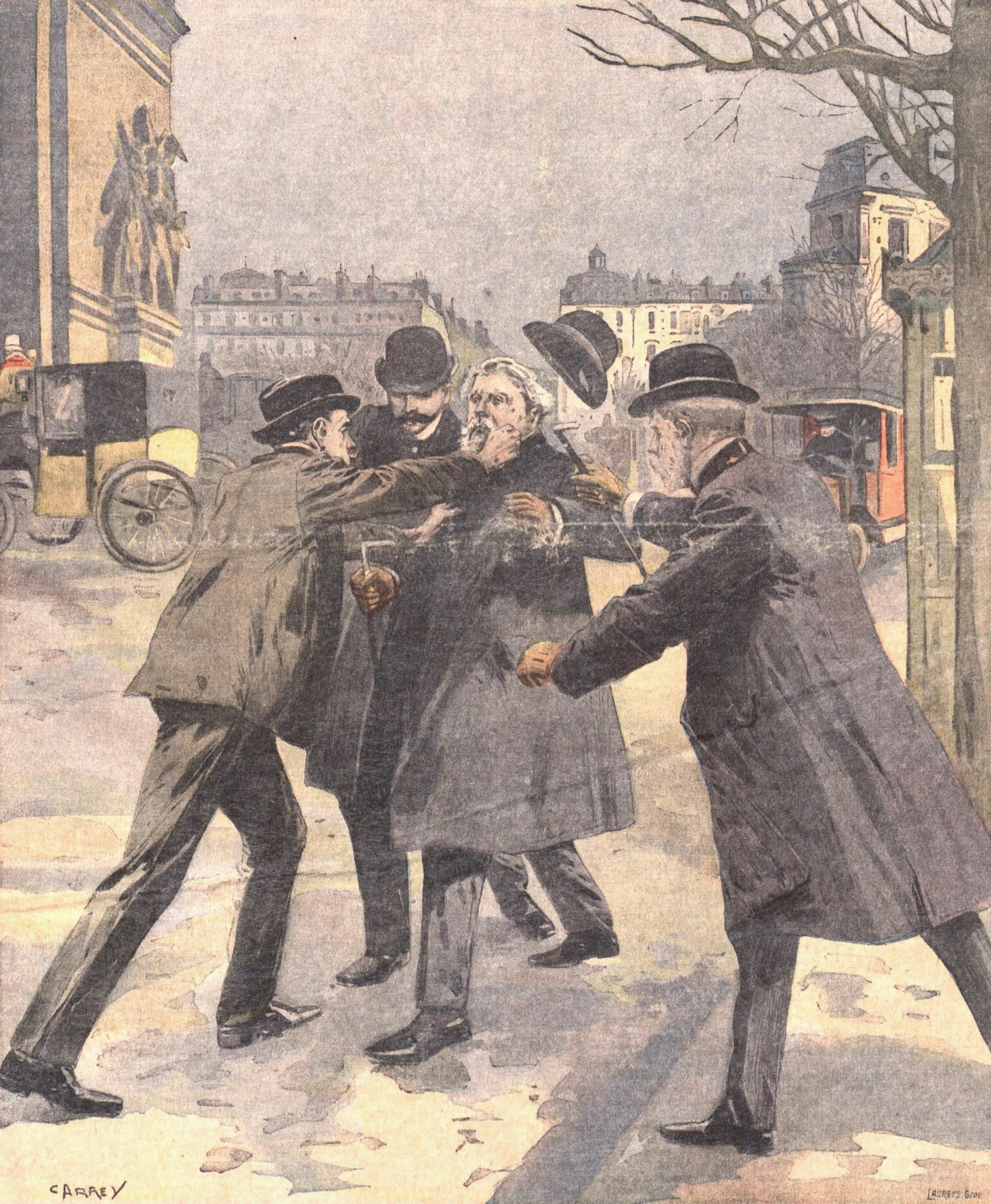
„Tätlicher Angriff auf Herrn Fallières. Der Kellner Mattis stürzt sich auf den Präsidenten.“
Illustration aus Le Petit Parisien (1909)

Aggression (lateinisch aggressiō vom Deponens aggredī sich zubewegen auf [etw./jdn.]; heranschreiten; sich nähern; angreifen) ist eine feindselig angreifende Verhaltensweise eines Organismus. Sie ist ein biologisch in Tieren (und so auch Menschen) verankertes Verhaltensmuster zur Verteidigung oder Gewinnung von Ressourcen und zur Bewältigung potenziell gefährlicher Situationen. Diese ultimaten Ursachen werden beim Menschen durch proximate Ursachen in der Persönlichkeit oder der Umwelt ausgelöst, aktiviert oder gehemmt und durch verschiedene Emotionen motiviert.
Der amerikanische Physiologe Walter Cannon prägte 1915 den Begriff Fight-or-flight; der Mediziner Hans Selye schuf 1936 als Modell der menschlichen Reaktion auf chronische Belastungen das „Allgemeine Anpassungssyndrom“ (Näheres siehe Stressreaktion).
Zur Auslösung von Aggression bedarf es spezifischer Situationen und Reize. Bei Menschen wird emotionale Aggression häufig durch negative Gefühle hervorgerufen, also als Reaktion zum Beispiel auf Frustration, Hitze, Kälte, Schmerz, Furcht oder Hunger. Ob und wie Aggressionen im Verhalten zum Ausdruck gebracht werden, unterliegt in hohem Maße den jeweiligen sozialen Normen.
Die negative Bewertung von Aggression, die (nur oder überwiegend) die destruktiven Seiten betont, wird nicht generell geteilt. Innerhalb der Psychotherapie betrachtet etwa die Gestalttherapie Aggression als eine Form der Erregung, die z. B. dazu dient, Hindernisse zu beseitigen, oder Neues aus der Umwelt für den Organismus assimilierbar zu machen. Destruktiv oder zu Gewalt wird die Aggression erst unter bestimmten äußeren oder inneren Bedingungen.

## Aggression im Tierreich
Im Tierreich ist aggressives Verhalten weit verbreitet. Es wird von Verhaltensbiologen dahingehend interpretiert, dass es dem direkten Wettbewerb um Ressourcen oder um Nahrung dient (Interspezifische Konkurrenz und Intraspezifische Konkurrenz), der Revierverteidigung, der Herstellung oder Änderung einer Rangordnung und auch der Konkurrenz um einen möglichen Sexualpartner. Das Greifen eines Beutetiers, das der Ernährung dient, ist bei Tieren ebenfalls mit einer Form von Aggression verbunden, wohingegen beim Menschen schon früh Techniken zum Erlegen von Beute eingesetzt wurden (siehe Jäger und Sammler). Aggressives Verhalten im eigentlichen Sinne wird seitens der Ethologie häufig auch als agonistisches Verhalten oder als Angriffs- und Drohverhalten bezeichnet und mit spezifischen Auslösern („Schlüsselreizen“) in Verbindung gebracht. Zur Regulierung aggressiver Impulse gibt es bei Tieren und Menschen die instinktiv veranlagte Aggressionshemmung.
Beim Hund unterscheiden Nora Brede, Ute Heberer und Normen Mrozinski entsprechend der zugrundeliegenden Motivation zwischen ressourcenbedingter, statusbedingter, sozial motivierter, sexuell motivierter, territorialer, umgelenkter/umadressierter, angstbedingter, erlernter und anderweitig motivierter Aggression sowie Mischformen mit gleichzeitigem Auftreten unterschiedlicher Aggressionsformen. Zur ressourcenbedingten Aggression zählen sie u. a. eine offensiv oder defensiv-aggressiv wirkende Verteidigung von Futter, Spielzeug oder Schlafplatz. Außerdem kann ein Überangebot an Ressourcen – etwa, wenn ein aus dem ausländischen Tierschutz vermittelter Hund eine unerwartete Ressourcenfülle erlebt – den Hund zu einer Fehlinterpretation seines Status verleiten. Teils werden auch Statuskonflikte über Ressourcen ausgetragen. Die statusbedingte Aggression (auch Dominanzaggression oder kontrollbedingte Aggression genannt) richtet sich gegen „Konkurrenten“ im eigenen Sozialverband und äußert sich beispielsweise darin, dass der Hund seinen Halter räumlich einschränkt. Sozial motivierte Aggression zeigen Hunde nur in Verbindung mit einem Sozialpartner, beispielsweise in Form von Leinenaggression, einer Zaunaggression gemeinsam mit einem anderen Hund, oder auch einer Verteidigung des Sozialpartners bzw. einer Abwehr anderer Interaktionspartner. Sexuell motivierte Aggression kann mit der Läufigkeit einer Hündin bzw. dem Imponiergehabe eines Rüden in Verbindung stehen. Zu Sonderformen des Aggressionsverhaltens zählen die schmerz- oder krankheitsbedingte Aggression.

## Aggression beim Menschen
Menschliche Aggression ist ein Verhalten, das entweder mit der Absicht geschieht, anderen Menschen zu schaden oder um sie in ihrem Rangordnungsstatus herabzusetzen. Man kann emotionale und instrumentelle Aggression unterscheiden. Im ersten Fall ist das aggressive Verhalten eine Reaktion auf erfahrenes physisches oder psychisches Leid, im zweiten Fall ist es eine rationale Aktion, eine Methode, um ein bestimmtes Ziel zu erreichen.
Aggressives Verhalten steht eng im Zusammenhang mit Verhaltensweisen wie Angriff, Flucht und Verteidigung. Die Stärke des aggressiven Verhaltens kann man auf das Zusammenwirken einer aktivierten inneren Bereitschaft (Aggressivität) und einer äußeren aggressionsauslösenden Situation zurückführen.
Im Zusammenhang mit menschlichem Verhalten kann Aggression sich äußern in verbalen (Diffamierung, Beleidigung, Vorwurf), psychischen (Ausgrenzung) oder tätlichen Angriffen gegenüber Personen, Personengruppen und Sachen (Sachbeschädigung) oder – wie im Tierreich auch – in Drohverhalten, „Kommentkämpfen“ sowie ritualisierten Auseinandersetzungen, etwa im Sport, im Spiel oder im Beruf (Rivalität).
Völkerrechtlich bezeichnet Aggression im Gegensatz zur Verteidigung den erstmaligen Einsatz von Gewalt in einer Auseinandersetzung zwischen Staaten, Völkern und Volksgruppen.
Aggression wird meist mit unangepassten, zerstörerischen und destruktiven Verhaltensweisen in Verbindung gebracht; diese sind (nach Schmidt-Mummendey 1983) beim Menschen meist durch folgende Faktoren gekennzeichnet:
- von der Schädigung,
- von der Intention (Absicht, Gerichtetheit),
- von der Normabweichung.

Beim Menschen versteht man unter „aggressivem Verhalten“ in erster Linie eine direkte oder indirekte physische und/oder psychische Schädigung eines Lebewesens oder die Beschädigung eines Gegenstandes (nach Merz, F. 1965); unabhängig davon, was letztlich Ziel dieser Handlung ist (nach Felson, R. B. 1984). Wichtig ist dabei die Absicht, unabhängig davon, ob es zu einer Schädigung kommt oder nicht (wenn zum Beispiel das Opfer in letzter Sekunde ausweicht).
Oftmals wird auch der Zusatz verwendet, das geschädigte Lebewesen sei motiviert, die Behandlung zu vermeiden (siehe auch Volenti non fit iniuria – Dem Einwilligenden geschieht kein Unrecht).
Formen der Aggression sind:
1. offene, physische Form (gegenüber Lebewesen): Schlagen, Töten, körperliches Bedrohen, autoaggressiv (gegen sich selbst gerichtet)
2. offene, physische Form (gegenüber unbelebten Objekten): bewusste Verunreinigung, bewusste nachlässige Behandlung von Gegenständen, Sachbeschädigung (u. a. Vandalismus) und Zerstörung von Gegenständen,
3. offene, verbale oder nonverbale Form: Beleidigen, Spotten, Gesten und mimische Ausdrucksweisen, Schreien, rohe und bewusst vulgäre Sprachstile und Umgangsformen,
4. verdeckte Form: Phantasien,
5. indirekte Form: Sachbeschädigung (von Gegenständen der Person(en), gegen die sich die Aggression richtet), üble Nachrede, Mobbing, Schikanen, Barrieren errichten,
6. emotionale Form: als Folge von Stress, Ärger, Wut, Groll, Hass, Neid.

Weiter gefasst bezeichnet Aggression ein Arbeiten, ein Wetteifern oder ein selbstbewusstes Auftreten als eine wesentliche Form des „In-Angriff-Nehmens“. Diese Handlungsweisen haben im Vergleich mit der engeren Definition nichts mit einer Schädigung oder Verletzung zu tun.
„Mit Aggression ist jedes Verhalten gemeint, das im wesentlichen das Gegenteil von Passivität und Zurückhaltung darstellt“ (Bach & Goldberg 1974, S. 14, zit. nach Nolting 2000, S. 24).
„Als Aggression gilt alles, was durch Aktivität, zunächst durch Muskelkraft, eine innere Spannung aufzulösen sucht“ (Mitscherlich 1969 a, S. 12, zit. nach Nolting 2000, S. 24).
„Wir definieren Aggression als jene dem Menschen innewohnende Disposition und Energie, die sich ursprünglich und später in den verschiedensten individuellen und kollektiven, sozial gelernten und sozial vermittelten Formen von Selbstbehauptung bis zur Grausamkeit ausdrückt.“ (Heinelt, 1982.)
Weitere (motivationale) Unterscheidungsmerkmale:
1. positive (z. B. im Sport) vs. negative,
2. spontane vs. reaktive vs. befohlene,
3. ernste vs. spielerische.

Typische Aggressionsziele sind zum Beispiel:
1. das Durchsetzen eigener Wünsche und Interessen, die mit Wünschen anderer im Konflikt stehen,
2. Beachtung durch andere finden (Rangordnung),
3. Reaktion auf Aggression anderer (Abwehr, Notwehr),
4. Vergeltung erlittener Aggressionsakte (Rache).

## Ursachen und Entstehungsmodelle
Aggressives menschliches Verhalten ist von verschiedenen Faktoren abhängig, welche sich gegenseitig beeinflussen:
- zerebrale Faktoren: frontale Enthemmung,
- genetische Faktoren: Menschen können genetisch unterschiedlich aggressiv veranlagt sein; bei den meisten Spezies (eine Ausnahme bilden zum Beispiel die Hyänen) sind die Männchen im Durchschnitt aggressiver als die Weibchen,[16]
- physiologische Faktoren: Hormone und Neurotransmitter sind bei der Steuerung aggressiven Verhaltens beteiligt, so gehen verminderte Serotonin- und erhöhte Testosteron-Spiegel mit aggressivem Verhalten einher
- gesamtorganische Faktoren: Psychische Zustände, Empfindungen und Motive beeinflussen das Aggressionsverhalten, zum Beispiel erhöhen Schmerzen und andere unangenehme Zustände wie hohe Außentemperaturen die Aggressionsneigung,
- gruppensoziologische Bedingung: Bei Ausbildung oder Zerfall einer Rangordnung sind alle beteiligten Individuen aggressiver als bei gefestigter Hierarchie. In einer anonymen Gruppe reagieren die Mitglieder anders als unter Vertrauten,
- sozial-ökologische Faktoren: Hohe Gruppendichte oder Nahrungsknappheit beeinflussen aggressives Verhalten,
- stammesgeschichtliche Faktoren: Aggressives Verhalten hat sich bei verschiedenen Arten evolutionsbedingt unterschiedlich ausgebildet,
- kulturgeschichtliche Faktoren: Aggressives Verhalten ist durch Ritualisierungen kulturell überformt,
- ontogenetische Faktoren: Persönliche Erfahrungen, Erlebnisse, Frustrationen, Ängste und Vorbilder beeinflussen aggressives Verhalten,
- Alkoholkonsum schwächt den regulierenden normativen sozialen Einfluss,
- Wettkämpfe erhöhen bei den Aktiven und den Zuschauern die Aggressionsbereitschaft.[17]

### Erklärungsansätze für aggressives Verhalten
Aggression bezeichnet eine Vielfalt von Verhaltensweisen, denen gemeinsam ist, dass ein Konflikt zwischen Individuen oder Gruppen, der durch unvereinbare Verhaltensziele verursacht wurde, nicht durch einseitige oder beidseitige Änderung dieser Verhaltensziele gelöst wird, sondern dadurch, dass die eine Konfliktpartei zumindest versucht, der anderen eine Änderung aufzuzwingen.
- Triebtheoretischer Ansatz: Der angeborene Aggressionstrieb drängt nach Entladung. Bekanntester Vertreter der Theorie ist Sigmund Freud.
- Instinkttheoretischer Ansatz: Der angeborene Aggressions-Instinkt dient der Erhaltung des Individuums. Bekanntester Vertreter der Theorie ist Konrad Lorenz.
- Lerntheoretische Ansätze:
  - Lernen am Modell: Aggressives Verhalten wird aufgrund der Vorbildfunktion aggressiver Menschen, die man beobachtet, erlernt. Ein bekannter Vertreter dieser Theorie ist Albert Bandura.
  - Klassische Konditionierung (nach Pawlow): Ein neutraler Umweltreiz, der gemeinsam mit einem Reiz auftritt, der Aggression auslöst, kann zum alleinigen Auslöser der Aggression werden.
  - Instrumentelle Konditionierung (Lernen am Erfolg): Durch die Anwendung von aggressiven Verhaltensmustern hat man Erfolg. Die Erfolgsbelohnung lässt einen in der Zukunft erneut aggressiv handeln. Bekanntester Vertreter dieser Theorie ist Burrhus Frederic Skinner.
- Frustrations-Aggressions-Hypothese: Durch Frustration entstehen aggressive Impulse. Bekannte Vertreter sind John S. Dollard und Neal E. Miller. Miller erweiterte die Hypothese mit der Aggressionsverschiebung um eine Verschiebung des Aggressionsziels nach Hemmung der ursprünglichen Aggression.
- General Aggression Model: Das General Aggression Model (GAM) von Craig A. Anderson und Brad J. Bushman fasst einige spezifischere Theorien zur Aggression (Lernen am Modell, Script Theory, Erregungs-Transfer-Paradigma, Social Interaction Theory, Cognitive Neoassociation Theory) zusammen. Es beschreibt, wie persönliche und situative Faktoren den Zustand beeinflussen. Der Zustand einer Person wiederum bestimmt, wie die vorliegende Situation eingeschätzt und bewertet wird. Aus dieser Bewertung folgt eine aus Sicht der Person angemessene Reaktion bzw. Handlung. Die gewählte Handlung kann je nach Entscheidung bedacht oder unbedacht und aggressiv oder nicht aggressiv sein. Kernelemente des Modells sind Wissensstrukturen (Knowledge Structures), die sich in Form von Konzepten, Ablaufplänen und Schemata im kognitiven System der Person bilden und das Wissen über eine Situation, aus dem Erwartungen, Ziele und Verhalten abgeleitet werden, repräsentieren. Mit wiederholtem Gebrauch verfestigen sich diese Strukturen und führen zu automatisierten Abläufen. Mithilfe des Modells lassen sich komplexe Einflüsse und Ursachen aggressiven Verhaltens exakter identifizieren und erklären.[19]
- Das Modell bio-psycho-sozialer Mechanismen der Aggression von Klaus Wahl[20] führt das komplizierte Zusammenspiel der genetischen, epigenetischen, neuronalen, psychischen und sozialen Mechanismen beim Zustandekommen von Aggression vor.[21]

#### Einfluss von Genen und Neurobiologie
Es gibt zahlreiche Hinweise dafür, dass Aggression nicht allein auf Lernerfahrungen zurückgehen kann. Ratten, die ohne Kontakt mit anderen Ratten aufwachsen, zeigen bei Bedrohung ihres Territoriums aggressives Verhalten. Die nächsten Verwandten des Menschen, Bonobos und Schimpansen, haben sehr unterschiedliche innerartliche Aggressionsniveaus.
Einige Hormone (z. B. Androgene und speziell das Testosteron) begünstigen eine erhöhte Neigung zu aggressivem Verhalten. Während des Eintretens der Geschlechtsreife kann besonders bei männlichen Individuen beobachtet werden, wie das verbale und physische Aggressionspotential ansteigt („Flegeljahre“). Dies wiederum wird auf die veränderte Aktivität der Gene zurückgeführt. Diese insbesondere von der eigenen Familie als destruktiv empfundenen Verhaltensweisen können auch gegen sich selbst gerichtet sein (Autoaggressivität).
Der Neurotransmitter Serotonin spielt offenbar eine Rolle bei der Hemmung aggressiven und riskanten Verhaltens.
Der zugrundeliegende neuropsychologische Mechanismus beinhaltet nach heutigem Wissensstand hauptsächlich Aktivierungen der Gebiete des Hypothalamus (VMH, AMH) und des PAG-Gebietes (Periaquäduktales Grau), welche moduliert werden durch Aktivierungen oder Innervierungen der Amygdala und präfrontaler Gebiete.

#### Sigmund Freud und der „Todestrieb“
Freud formulierte ab 1905 die Überzeugung, dass es sich bei der menschlichen Aggressivität um einen Trieb handele. Zunächst wurde dieser Trieb lediglich als Bestandteil der menschlichen Sexualität betrachtet, doch ab 1915 sah man sie auch als Komponente der Ich-Triebe. Unter den Eindrücken des Ersten Weltkrieges begann Freud Aggression schließlich zunehmend als eigenen Trieb und Hauptvertreter des Todes- oder Destruktionstriebes (Zerstörungstrieb) zu formulieren. So besteht das Ziel des so genannten Todestriebs (Thanatos) nach Freud darin, Einheiten zu zerstören, wohingegen der Eros, oder Liebestrieb, Einheiten schaffen möchte. Diese beiden Triebe laufen immer gleichzeitig, so dass wir beispielsweise essend eine Sache zerstören, um andererseits uns aufzubauen. So haben die Triebe die Aufgabe, sich gegenseitig zu bremsen, nicht aber zu beschneiden, um negative Folgen eines einseitigen Prozesses zu vermeiden. Der Todestrieb, die Aggression, stellt sozusagen ein psychisches Energiepotential dar, das eingesetzt werden kann, um zu verändern. Freud sieht eine Möglichkeit zur Entladung des Todestriebes über den Abwehrmechanismus der Sublimierung, wodurch die gesellschaftlich geächteten Triebe in akzeptierte, alternative Verhaltensweisen umgeleitet werden können. Nach seinem inzwischen widerlegten „Hydraulik-Modell“ können sich Aggressionen aufstauen und später entladen (Katharsis-Hypothese). Die Aggressionen können auch auf Ersatzobjekte verschoben werden, d. h. sich in einem akzeptierten Kontext entladen, bzw. in spezifisch geschaffenen therapeutischen Settings: Das Kind kann die Puppe mit dem Kochlöffel prügeln und so seine angestauten Aggressionen gegenüber der Mutter entladen.
Aus Sicht der Evolutionsbiologie sind die Freud’schen Annahmen zum Todestrieb insofern problematisch, als kein natürlicher Selektionsmechanismus denkbar ist, um im Verlauf der Stammesgeschichte einen Trieb hervorzubringen, der die Individuen dem Tode näherbringt, also ihre Vermehrungsfähigkeit reduziert. Dagegen wurde eingewandt, dass der Mensch vielfach kulturell erlernte Verhaltensweisen anstatt artgebundener, erbgenetisch erworbener zeige (Beispiel „extrauterines Frühjahr“), so dass die Hypothese vom Todestrieb trotz seines antibiologischen Potentials zumindest als Denkmöglichkeit nicht von der Hand gewiesen werden dürfe.

#### Konrad Lorenz und der „Aggressions-Instinkt“
Der Verhaltensforscher Konrad Lorenz veröffentlichte 1963 „Das sogenannte Böse“, ein populärwissenschaftliches Buch, das großen Anklang insbesondere in der nicht-wissenschaftlichen Öffentlichkeit fand. Lorenz beschrieb darin einen Aggressions-Instinkt, der bei Tieren wichtige biologische Funktionen für ihr Überleben und für ihre Vermehrung erfülle. Dieser Instinkt sei daher auch für die Fortentwicklung der Arten von Bedeutung. Die positiven Funktionen seien u. a. die Verteidigung des Lebensraumes, die Sicherung der Rangordnung, die Sicherung knapper Ressourcen und der Schutz der eigenen Nachkommen. Lorenz übertrug seine Deutungen des Verhaltens von Tieren auch auf den Menschen: Erst bei diesem werde der angeborene und aus Lorenz’ Sicht prinzipiell sinnvolle Aggressions-Instinkt zu einem Problem, da die Zivilisation der Neuzeit keine angemessene „Entladung“ aufgestauter Aggressionen zulasse. Hinzu komme, dass Täter bei aggressiven Handlungen häufig Waffen gegen ihre Opfer einsetzten, weshalb die von ihm bei Tieren beschriebene, angeborene Tötungshemmung (die sogenannte Beißhemmung) Exzesstaten nicht verhindere.
Lorenz plädiert wie Freud für ein „Umleiten“ des Aggressions-Instinkts hin zu einem gesellschaftlich akzeptierten Handeln: Sport, Wissenschaft und Kunst werden als Ersatzbeschäftigung zum „Ausleben“ der „aufgestauten“ Aggressionen nahegelegt. Im Wettstreit mit anderen Vertretern dieser Lebensbereiche könne man seine Aggressionen in gesellschaftlich akzeptierbarer Form reduzieren.
Während Konrad Lorenz Aggressionen als eine Folge stetig sprudelnder Triebenergien deutete, betonen andere Verhaltensbiologen beim Menschen eher die individuellen Motive für aggressives Verhalten: Furcht, Frustration, Gehorsam, kalte Berechnung, soziale Exploration („Mal sehen, wie weit ich gehen kann“), Spielverhalten u. a. Je nach vorherrschendem Motiv sei dann der zweckmäßige Umgang mit dem Aggressor ein jeweils anderer.

#### Appetitive Aggression
Thomas Elbert, James K. Moran und Maggie Schauer postulieren als „appetitive Aggression“ eine biologische Anlage, die zu aggressivem Verhalten motiviere und Gewaltausübung unter positiven Affekt zulasse. In einer Übertragung von Jagdlust auch auf Menschenjagd könne es bis hin zum Blutrausch kommen. Die Forscher stellen die appetitive Aggression in einen Gegensatz zur reaktiven Aggression, welche helfe, sich einer Bedrohung zu erwehren und begleitende negative emotionale Erregung und Ärger zu reduzieren. Bei der appetitiven Aggression hingegen entstehe eine verstärkende Rückkopplung. Eine Anlage zur Lust an Gewalt sei, so die Forscher, „keineswegs eine psychopathologische Besonderheit, sondern Teil der menschlichen Natur, Teil des menschlichen Verhaltensrepertoires. Moral, Kultur und das Gewaltmonopol des Staates sind die Wächter, um das Aggressionspotenzial zu regulieren und in wünschenswerte Bereiche zu lenken“.

#### Einfluss der Umwelt
Sowohl Lernerfahrungen, als auch der situative Kontext beeinflussen die Stärke und die Art und Weise von aggressivem Verhalten.
Aggressives Verhalten wird bereits früh von Kindern durch Beobachtung und Nachahmung erlernt. In der wegweisenden Bobo Puppen Studie zeigte Albert Bandura 1963, dass Kinder aggressives Verhalten von Erwachsenen imitieren.
Lerntheoretiker gehen davon aus, dass jede Verstärkung einer Handlung (vergl. Instrumentelle und operante Konditionierung) deren Auftretenswahrscheinlichkeit erhöht; aggressives Verhalten wird von ihnen also dadurch erklärt, dass man mit seiner Aggression erfolgreich war (ein Ziel erreicht oder Anerkennung erhalten hat). Erst wenn diese Bekräftigung (dieser Verstärker) ausbleibt oder das unerwünschte Verhalten bestraft wird, kommt es (wieder) zum Abbau aggressiven Verhaltens. Damit wird ein aggressionsfreies Verhalten grundsätzlich für möglich erachtet. Bandura erklärt Aggression darüber hinaus durch das Imitationslernen (soziales Lernen, Modelllernen, Lernen am Modell): Man sieht, wie ein anderer – z. B. auch der Held im Film – mit aggressivem Verhalten erfolgreich war, und ahmt ihn nach, weil man einen ähnlichen Erfolg erwartet. 
 Die Konfrontation in den Medien mit Gewalt, führt aus drei Gründen zu verstärktem aggressiven Verhalten:
- Sie vergrößert die physiologische Erregung und die Aufregung
- Sie löst eine automatische Tendenz aus, die gewalttätigen Charaktere zu imitieren
- Sie dient als Prime für bereits vorhandene aggressive Gedanken und Erwartungen[25]

#### Einfluss von Frustration und Angst

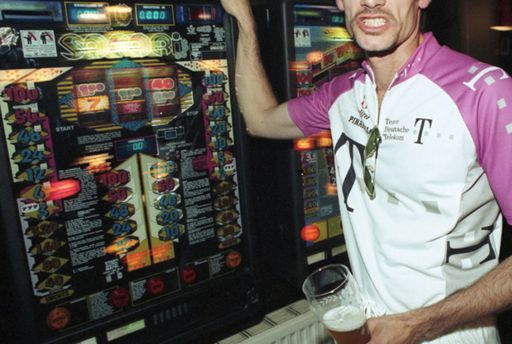
Mimischer Ausdruck von Aggressionen ausgelöst durch Frustration bei Spielverlust

Nach der Frustrations-Aggressions-Hypothese führt jede Versagung (Frustration) zu erhöhter Aggressionsneigung. Im klassischen Experiment von Barker, Dembo und Lewin (1941) wurden zwei Kindergruppen verglichen. Die eine durfte sofort mit attraktivem Spielzeug spielen, die andere konnte es zwar sehen, musste aber lange auf die Spielerlaubnis warten. Nur diese Gruppe zeigte aggressives Verhalten gegen das Spielzeug.
Eine Weiterentwicklung der Frustrations-Aggressions-Hypothese stellt der kognitiv-neoassoziationistische Ansatz von Berkowitz dar, welcher im Unterschied zur Frustrations-Aggressions-Hypothese folgende modifizierende Annahmen macht:
1. Frustration führt nicht unmittelbar zu einem Bedürfnis, einem anderen Organismus Schaden zuzufügen, sondern dieser Prozess wird durch den emotionalen Zustand des Ärgers vermittelt.
2. Neben der Frustration können auch andere Formen aversiver Stimulation negative Effekte und damit Aggression auslösen.
3. Das Auftreten negativer Affekte und die Bereitschaft zu aggressiven Handlungen treten parallel auf, nicht sequentiell.

Hintergrund dieser Annahmen ist ein assoziatives Netzwerkmodell des menschlichen Gedächtnisses: Eine aversive Stimulation infolge der Erregungsausbreitung im Netzwerk kann gleichzeitig Gedanken, Emotionen und motorische Reaktionen auslösen. Zugleich kann die Aktivierung jeder einzelnen dieser Komponenten (z. B. feindselige Gedanken) die Aktivierung der beiden anderen Komponenten hervorrufen. Ob ein aversiver Affekt zu Vermeidungs- oder aggressiven Handlungen führt, hängt nach Berkowitz von drei Faktoren ab:
1. stabile Persönlichkeitseigenschaften,
2. vorherige Lernerfahrungen (z. B. sensu Bandura),
3. von der Wahrnehmung bestimmter situativer Aspekte, z. B. aggressiver Hinweisreize.

Frustration führt zum Beispiel dann nicht zu Aggression, wenn die frustrierende Person größer und stärker ist als die frustrierte, oder wenn das frustrierende Verhalten als nicht beabsichtigt bewertet wird.
Der Neurowissenschaftler Joachim Bauer erklärt, dass im Menschen Angst und Aggression eng miteinander verwandt sind. Psychisch labile Menschen seien durch alles, was Angst macht, besonders leicht erregbar. Auf Angst aufgrund von Bedrohungen durch die Außenwelt, Demütigungen und Verletzungen würden viele Menschen mit Aggression reagieren, die sich keineswegs immer gegen die Ursache des Schmerzes richte, sondern zeitversetzt auch Unbeteiligte treffe, was eine Spirale der Gewalt in Gang setze. Der „Hochkapitalismus“ und seine Kultur der Ausgrenzung (Gewinnstreben und Wettbewerb) fördere so Gewaltausbrüche einzelner Individuen.

#### Gemeinsamer Einfluss von Genen und Umwelt
Erich Fromm versucht in seiner Charaktertheorie eine Kombination der bisherigen Überlegungen. Als Anlage-Faktor geht er von menschlichen Grundbedürfnissen (Sicherheit, Stimulation, Erfolg, Freiheit) aus, die bei der Sozialisation eines Menschen mehr oder minder gut erfüllt werden, wodurch sein individueller Charakter geprägt wird. Dieser individuelle Charakter muss sich mit der ihn umgebenden Gesellschaft (dem sozialen Charakter) auseinandersetzen. Ist der individuelle Charakter genügend stark ausgeprägt, kann er Frustrationen besser verkraften oder in positive Aktionen umsetzen. Aggressive Vorbilder werden nicht als solche akzeptiert und Erfolge anders erreicht.
Ist der individuelle Charakter aber schwach – die Grundbedürfnisse wurden durch Erziehungsfehler nicht oder nur schlecht befriedigt – reagiert der Mensch in einem aggressiven Umfeld ebenfalls aggressiv. So hat auch Kurt Lewin nachgewiesen, dass es einen Zusammenhang zwischen autoritärem Führungsstil und gesteigerter Aggression bei Wegfall der Kontrolle gibt. Das Milgram-Experiment kann als Beleg für diese Theorie bewertet werden: Der Mensch (mit schwachem individuellem Charakter) orientiert sich an den Anordnungen durch eine Autorität. Die vermeintlich verlagerte Verantwortung erlaubt anscheinend selbst extrem aggressive Handlungen.
Der österreichisch-amerikanische Psychiater, Psychoanalytiker und Aggressionsforscher Friedrich Hacker machte sich die Thesen von Konrad Lorenz zur angeborenen, triebhaften Natur der Aggression zu eigen, versuchte aber – mit einer Art Quadratur des Kreises – diese Deutungen von Verhaltensweisen („biologische Programmierung“) zu verbinden mit behavioristischen Thesen („sozial erlerntes Verhalten“).
Ferner geht z. B. die „Berliner Schule“ um den Psychoanalytiker Günter Ammon davon aus, dass die Aggression eine sog. „Ich-Funktion“ oder – ein anderer Terminus – ein „Ich-Potential“ ist. Eine mangelhafte Ausbildung der Aggression könne demnach dazu führen, dass Dinge nicht – oder eben nur unzureichend – aggressiv angegangen werden.

#### Motive
Tedeschi und Felson nennen in ihrer sozial-interaktionistischen Theorie aggressiven Verhaltens drei Motive, die zentral für die Entscheidung zu aggressivem Verhalten sind:
- Streben nach sozialer Macht

Ob aggressive Verhaltensweisen oder positive Verhaltensweisen eingesetzt werden, um soziale Kontrolle zu erhalten, hängt z. B. davon ab, wie wichtig der angestrebte Einflussbereich ist, welche früheren Erfahrungen man mit aggressiven und nicht-aggressiven Verhaltensweisen gemacht hat und welche Alternativen zur Verfügung stehen. Alternativen zur Ausübung sozialer Macht durch körperlicher Überlegenheit sind z. B. Intelligenz, Argumente und Redegewandtheit.
- Gerechtigkeit

Aggressive Verhaltensweisen werden zur Herstellung von Gerechtigkeit vor allem dann eingesetzt, wenn eine Person annimmt, dass eine schwere Provokation und Ungerechtigkeit stattgefunden hat, eine eindeutige Schuld zuweisbar ist und es keine wirksame externe Bestrafungsinstanz gibt. Ein weiterer wichtiger Faktor ist das Verhältnis zwischen den am Konflikt beteiligten Personen.
- Positive Selbstdarstellung

Aggressive Verhaltensweisen werden auch zur Herstellung oder Wahrung einer positiven Identität angewendet. Insbesondere sozialer Druck, der z. B. in bestimmten jugendlichen Subkulturen herrscht, in denen aggressives Handeln als Indikator für Männlichkeit gilt, hat Einfluss auf die Entscheidung zu aggressivem Handeln.

### Mutmaßliche Auslöser von Aggression
Einige Gegebenheiten führen in Situationen, in denen aggressives Potential vorhanden ist, zu einer Verstärkung der aggressiven Tendenz:
Neuropsychiatrische Krankheiten
Aggression kann ohne ersichtlichen Grund aufgrund der frontalen Enthemmung bei Demenz-Kranken auftreten. Die Prävalenz ist bei den Demenzarten verschieden ausgeprägt: Morbus Alzheimer 34 %, Vaskuläre Demenz 72 %, Lewy-Body-Demenz 71 % und Frontotemporale Demenz 69 %.
Aversive Reize
Aversive – also unangenehme – Reize führen zu einer verstärkten Gereiztheit und können Ärgerempfindungen hervorrufen. In einer Untersuchung tauchten Versuchspersonen ihre Hände bei einem Scheinexperiment in Wasserbecken. War das Wasser sehr kalt oder heiß, gaben die Probanden verstärkte Ärgergefühle an und zeigten aggressive Verhaltenstendenzen (reagieren gereizt auf Versuchsleiter etc.). In einer anderen Untersuchung sollten Personen einen Fragebogen ausfüllen, der ihre Aggressivität erfasste. Füllten sie diesen in einem stark überheizten Raum aus, wiesen sie eine erhöhte Aggressivität auf.
Erregung
Physiologische Erregung (arousal) verstärkt bestehende Verhaltenstendenzen. Bei einem Experiment wurde Versuchspersonen Adrenalin injiziert, was zu einer erhöhten Erregung führte. Danach wurden sie in einen Raum mit einer entweder sehr euphorischen oder sehr feindseligen Person gebracht. Wenn die Probanden nichts über die Adrenalininjektion wussten, verhielten sie sich in starkem Ausmaß entsprechend der zweiten Person (feindselig bzw. aggressiv oder euphorisch). Die durch das Adrenalin hervorgerufene physiologische Erregung hatte die Gefühlstendenz verstärkt. Es wird angenommen, dass die Probanden die Erregung auf die Reizung durch die andere Person attribuierten.
Wussten die Probanden, dass ihnen Adrenalin injiziert wurde, verstärkten sich ihre feindseligen bzw. euphorischen Gefühle nicht. Sie nahmen zwar die körperliche Erregung wahr, attribuierten sie jedoch auf die Injektion.
In einer anderen Untersuchung zeigte sich, dass Menschen bei sportlicher Betätigung leichter gereizt werden können. Sie scheinen ihre körperliche Erregtheit in gewissen Teilen auf die äußerliche Reizung, anstatt den Sport zu attribuieren.
Aggressive Hinweisreize
Sind in einer Situation Reize, die mit Aggression oder Gewalt assoziiert werden, vorhanden, führen diese zu einem schnelleren Ausbruch der aggressiven Tendenzen. So zeigten Kindergartenkinder in einer Studie mehr aggressives Verhalten, wenn sie mit Spielzeugwaffen im Gegensatz zu Puppen, Autos etc. spielten.
Versuchspersonen, die in einer Scheinstudie einem angeblichen Lernenden Stromstöße bei falschen Antworten verabreichen sollten, gaben mehr Schocks, wenn im Experimentalraum Waffen an den Wänden hingen, als wenn Tennisschläger anwesend waren.
Fernsehen
Das Lernexperiment von Bandura, in dem Kinder einen Erwachsenen beim gewalttätigen Umgang mit einer Puppe beobachteten und dies später nachahmten, wurde auch mit Videoaufnahmen, in denen der Erwachsene zu sehen war, repliziert. Selbst wenn die Kinder die Gewalt nur auf dem Bildschirm sahen, verhielten sie sich später in ähnlicher Weise gegenüber der Puppe.
Computerspiele
Auch Computerspiele können eine ähnliche Wirkung wie Fernsehen ausüben.
Selbstschutz
Aggressive Reaktionen können auch durch (vermeintliche) Gefahrensituationen ausgelöst werden. Fühlt man sich bedroht, versucht man, sich zu verteidigen und dies oftmals mit vom Aggressionspotenzial gesteuerter, psychischer oder physischer Gewalt.
Einnahme von Steroiden und Anabolika
Anabole Steroide führen möglicherweise ebenfalls zu erhöhter Aggression.

### Aggression und Informationsverarbeitung
Dodge beschreibt in einem Modell sechs Stufen der Bewertung sozialer Hinweisreize, die die Wahrscheinlichkeit aggressiven Verhaltens erhöhen:
1. die Wahrnehmung einer potenziellen Provokation,
2. die Interpretation der Beobachtung,
3. die Definition der eigenen Ziele,
4. die Prüfung der eigenen Reaktionsmöglichkeiten,
5. die Auswahl einer Verhaltensweise,
6. die Durchführung des ausgewählten Verhaltens.

Der Prozess könnte z. B. so aussehen: „Er hat mir mein Eigentum widerrechtlich weggenommen und mein Ziel ist es, es zurückzugewinnen. Die einzige Möglichkeit besteht darin, dass ich es mir gewaltsam wiederhole, da ich vor Gericht keine Beweise hätte und der Dieb es mir nicht freiwillig zurückgeben wird. Deshalb werde ich ihn jetzt niederschlagen und mir mein Eigentum wiederholen.“
Empirisch konnte gezeigt werden, dass Kinder, die von Mitschülern und Lehrern als überdurchschnittlich aggressiv bewertet werden, besonders dazu neigen, eine erlebte Frustration als das Ergebnis einer feindseligen Intention zu interpretieren. Dieser so genannte hostile attribution bias führt also zu einer Verzerrung in den ersten beiden Prozessen, wie sie Dodge beschreibt, also einer Verzerrung der Enkodierung und Interpretation der sozialen Situation.

### Aggression im Geschäftsleben
Im Geschäftsleben wird etwa seit den 1980er-Jahren der Bezeichnung Aggression eine positive Bedeutung zugeordnet, die sie auch im amerikanischen Sprachgebrauch hat. Besonders im Verkauf und der Werbung wird ein „aggressives Vorgehen“ erwartet. Auch innerhalb von Unternehmen wird ein „aggressives Vorgehen“ häufig für das Erreichen von Zielen unter der Bedingung knapper Ressourcen für notwendig gehalten. Aus Arbeitgebersicht braucht ein Manager „Kampfwillen“ und „Killerinstinkt“.

### Gewaltprävention durch Aggressionskontrolle
Aus dem Wissen über die Entstehung von zwischenmenschlicher Aggression wurden einige Ansätze zu deren Vermeidung entwickelt. Zu den erfolgreichen Strategien gehören: Förderung der Empathiefähigkeit, Förderung sozialer Fähigkeiten, gute Vorbilder, Mediation und gewaltfreie Kommunikation. Zum Umgang mit Aggression im Rahmen der gesundheitlichen Behandlung von Patienten existiert eine Leitlinie.

## Aus Sicht der Ökologie
Von Ökologen wird Aggression hingegen als Bestandteil von „Interferenzen“ gedeutet. Als solche Interferenzen gelten Schwankungen der Populationsdichte, die durch sozialen Stress bei zu hohen Populationsdichten (siehe Populationsdynamik) entstehen. Eine hohe Populationsdichte erzeugt einen höheren Druck durch Intraspezifische Konkurrenz. Die Aggression gegen Artgenossen dient häufig der Vertreibung eines Individuums oder von Gruppen in ein anderes Revier, um so die Populationsdichte in einem Habitat auf niedrigem Niveau und damit das Nahrungsangebot für das Individuum hoch halten zu können. Das Verhältnis von Aggression zu sozialem Verhalten ist häufig vom Nahrungsangebot abhängig (z. B. bei Spinnentieren). Bei genügendem Nahrungsangebot oder zum Schutz vor Fressfeinden erhöht sich die soziale Toleranz. Viele Tiere zeigen aggressives Verhalten gegen Artgenossen auch als Mittel zum Schutz der Nachkommen.
Diese Form der innerartlichen Aggression ist zu unterscheiden von der zwischenartlichen Aggression, die zum Beispiel jedem Beutegreifer bei der Nahrungsbeschaffung zu eigen ist.

## Aus Sicht der Rechtswissenschaft
Aggressionen werden strafrechtlich erst relevant, wenn sie selbst ein geschütztes Rechtsgut verletzen. In der Regel ist dies vor allem bei Körperverletzungen oder unter Umständen auch dem Tatbestand der Sachbeschädigung der Fall. Aggressionen sind straflos, wenn sie durch Rechtfertigungsgründe wie Notwehr oder Notstand o. Ä. gerechtfertigt werden.
Völkerrechtlich haben aggressive Handlungen auch Einzug in die Charta der Vereinten Nationen erhalten: Aggressionen sind Eingriffe in die Souveränität eines Staates, die nicht gerechtfertigt sind. Dies können der Angriffskrieg sein, aber auch Grenzverletzungen und Drohungen mit Gewalt. Wird völkerrechtliches Unrecht begangen, so kann sich das angegriffene Völkerrechtssubjekt dagegen wehren (jedoch sind Präventivkriege nicht zulässig). Maßnahmen sind Retorsionen (gegen unfreundliche Handlungen) oder Repressalien (gegen völkerrechtswidrige Handlungen). Beide sind völkerrechtlich bei Aggressionen zulässig.

### Interdisziplinär
- Klaus Wahl: Aggression und Gewalt. Ein biologischer, psychologischer und sozialwissenschaftlicher Überblick. Spektrum Akademischer Verlag, Heidelberg 2012, ISBN 978-3-8274-3120-2.
- Klaus Wahl, Melanie Rh. Wahl: Biotische, psychische und soziale Bedingungen für Aggression und Gewalt. In: Birgit Enzmann (Hrsg.): Handbuch Politische Gewalt. Formen – Ursachen – Legitimation – Begrenzung. Springer VS, Wiesbaden 2013, ISBN 978-3-531-18081-6, S. 15–42.

### Verhaltensbiologie
- Desmond Morris: Der nackte Affe. Droemer Knaur, 1968, ISBN 3-426-03224-4.
- John Paul Scott: Aggression. University of Chicago Press, Chicago 1958.

### Neurobiologie
- Joachim Bauer: Schmerzgrenze – Vom Ursprung alltäglicher und globaler Gewalt. Blessing, München 2011, ISBN 978-3-89667-437-1.[35]

### Psychologie
- Elliot Aronson, Timothy Wilson, Robin Akert: Sozialpsychologie, 8. Auflage, Pearson Verlag, Hallbergmoos 2014, ISBN 978-3-86894-217-0.
- Albert Bandura: Aggression. Eine sozial-lerntheoretische Analyse. Klett-Cotta, Stuttgart 1979, ISBN 3-12-920521-7.
- Robert A. Baron,  Deborah R. Richardson: Human Aggression. Plenum Press, New York 1994, 1997.
- Andreas Dutschmann: Das Aggressions-Bewältigungs-Programm (ABPro). Dgvt-Verlag, Tübingen 2000, ISBN 3-87159-303-6.
- Ernst Fürntratt: Angst und instrumentelle Aggression. (1974). In: Hans Peter-Nolting (Hrsg.):  Lernfall Aggression. Wie sie entsteht – Wie sie zu vermindern ist. 19. Auflage. Reinbek 2000.
- Harald Euler: Die Beitragsfähigkeit der evolutionären Psychologie zur Erklärung von Gewalt. In: Wilhelm Heitmeyer, Hans-Georg Soeffner (Hrsg.): Gewalt: Entwicklungen, Strukturen, Analyseprobleme. edition suhrkamp, Frankfurt am Main 2004, S. 411–435.
- Karsten Hartdegen: Aggression und Gewalt in der Pflege. Urban & Fischer Verlag, München 1996.
- Gottfried Heinelt:  Einführung in die Psychologie des Jugendalters. Ein Grundkurs mit vielen Beispielen für die Praxis. Freiburg im Breisgau 1982.
- Evelyn Heinemann: Aggression – Verstehen und bewältigen. Springer, Berlin/Heidelberg 1996, ISBN 978-3-540-60550-8.
- Norbert Kühne: Umgang mit Aggression. In: Praxisbuch Sozialpädagogik. Band 6, Bildungsverlag EINS, Köln 2008, ISBN 978-3-427-75414-5, S. 111–137.
- Hans Kunz: Aggressivität, Zärtlichkeit und Sexualität. (= Werke. Band 4). Huber, Frauenfeld 2004. (neu bei Schwabe Verlag Basel)
- Siegfried Lamnek, Jens Luedtke, Ralf Ottermann: Tatort Familie. Häusliche Gewalt im gesellschaftlichen Kontext. 2. Auflage. VS Verlag, Wiesbaden 2006, ISBN 3-531-15140-1.
- Stanley Milgram: A behavioral study of obedience. In: Journal of Abnormal and Social Psychology. Band 67, S. 371–378.
- Amélie Mummendey: Bedingungen aggressiven Verhaltens. Huber, Bern 1993, ISBN 978-3-456-30464-9.
- Sabine Otten, Amélie  Mummendey: Sozialpsychologische Theorien aggressiven Verhaltens. In: D. Frey, M. Irle (Hrsg.): Theorien der Sozialpsychologie. Band 2, Verlag Hans Huber, Bern/Göttingen/Toronto/Seattle 2002.
- Hans-Peter Nolting: Lernfall Aggression. Wie sie entsteht – wie sie zu vermindern ist. Eine Einführung. Rowohlt, Reinbek 2005, ISBN 978-3-499-62080-5. (Neuausgabe, erstmals erschienen 1978)
- Arno Plack (Hrsg.): Der Mythos vom Aggressionstrieb. List, München 1973, ISBN 3-471-66531-5.[36]
- Herbert Selg, Ulrich Mees, Detlef Berg: Psychologie der Aggressivität. 2., überarb. Auflage, Hogrefe-Verlag für Psychologie, Göttingen 1997, ISBN 3-8017-1019-X.
- Frank-M. Staemmler, Rolf Merten (Hrsg.): Aggression, Selbstbehauptung, Zivilcourage. Zwischen Destruktivität und engagierter Menschlichkeit. EHP, Bergisch Gladbach 2006.

### Psychiatrie und Psychoanalyse
- Erich Fromm: Anatomie der menschlichen Destruktivität. Rowohlt, Reinbek 1977.
- Friedrich Hacker: Aggression. Die Brutalisierung der modernen Welt. Molden Verlag, Wien 1971.
- Konrad Lorenz: Das sogenannte Böse. München 1974.
- F. Merz: Aggression und Aggressionstrieb. (1965). In: H. P. Nolting (Hrsg.): Lernfall Aggression. 19. Auflage. Reinbek bei Hamburg 2000.

### Rechtswissenschaft
- Friedrich Hacker: Versagt der Mensch oder die Gesellschaft? Probleme der modernen Kriminalpsychologie. Europa Verlag, Wien 1964.
- Martin Hummrich: Der völkerrechtliche Straftatbestand der Aggression. Baden-Baden 2001.